# Спиро Църнев
Спиро Църнев (Църне) Големджиовски  е български хайдутин от Македония.

## Биография
Спиро Църнев е роден в прилепското село Дабница, тогава в Османската империя, днес в Северна Македония. Син е на Илия Големджия, качърмаджия (контрабандист) на тютюн. Роднина е на хаджи Пано, при когото работи.
Излиза като хайдутин в Прилепско, събира се с Петър Конярчето и Филип Гърчето от разпадналата се Шикева чета. При престрелка с турски башибозук е ранен и се спасява в чифлика на хаджи Пано в село Мало коняри. След оздравяването му Диме Коров му поверява изпълнението на решението на прилепските революционери за убийство на кръволока Кара (Кючук) Сюлейман. Комитите се въоръжават в Прилеп при Рокановци, в групата освен Спиро Църнев са и Ангеле Мияйлев, Ристе Сурлев, Андреа Башиноселец, Георги Лажо, Илия от село Мало Радобил, Йосиф Марковчето и Мико Бале от Прилеп. Успяват да убият Кючук Сюлейман и разбойниците му през лятото на 1880 година, на Илинден. След това ликвидират и мнозина други. Народът създава песен за подвизите на Спиро Църнев.
Четник в четата му през 1879 година е Георги Лажот. Негов четник е Найдо – бащата на бъдещия войвода на ВМОРО Мирчо Найденов.
През есента на 1880 година са изпратени големи потери за залавяне на Спиро Църнев. Един хванат куриер, Иге Гусев от село Ракле, след мъчения прави разкрития и около Димитровден са заловени редица революционери от Прилеп и околностите. Църнев се изтегля в Сърбия, където прекарва зимата.
Спиро войвода е убит в сражение, след като през пролетта на 1881 година се завръща в Прилепско с чета, включваща и Диме Шикев. Предадени са от игумена на манастира „Св. Отец“. Трупът му е занесен в Куманово за показ.